# Salvelinus

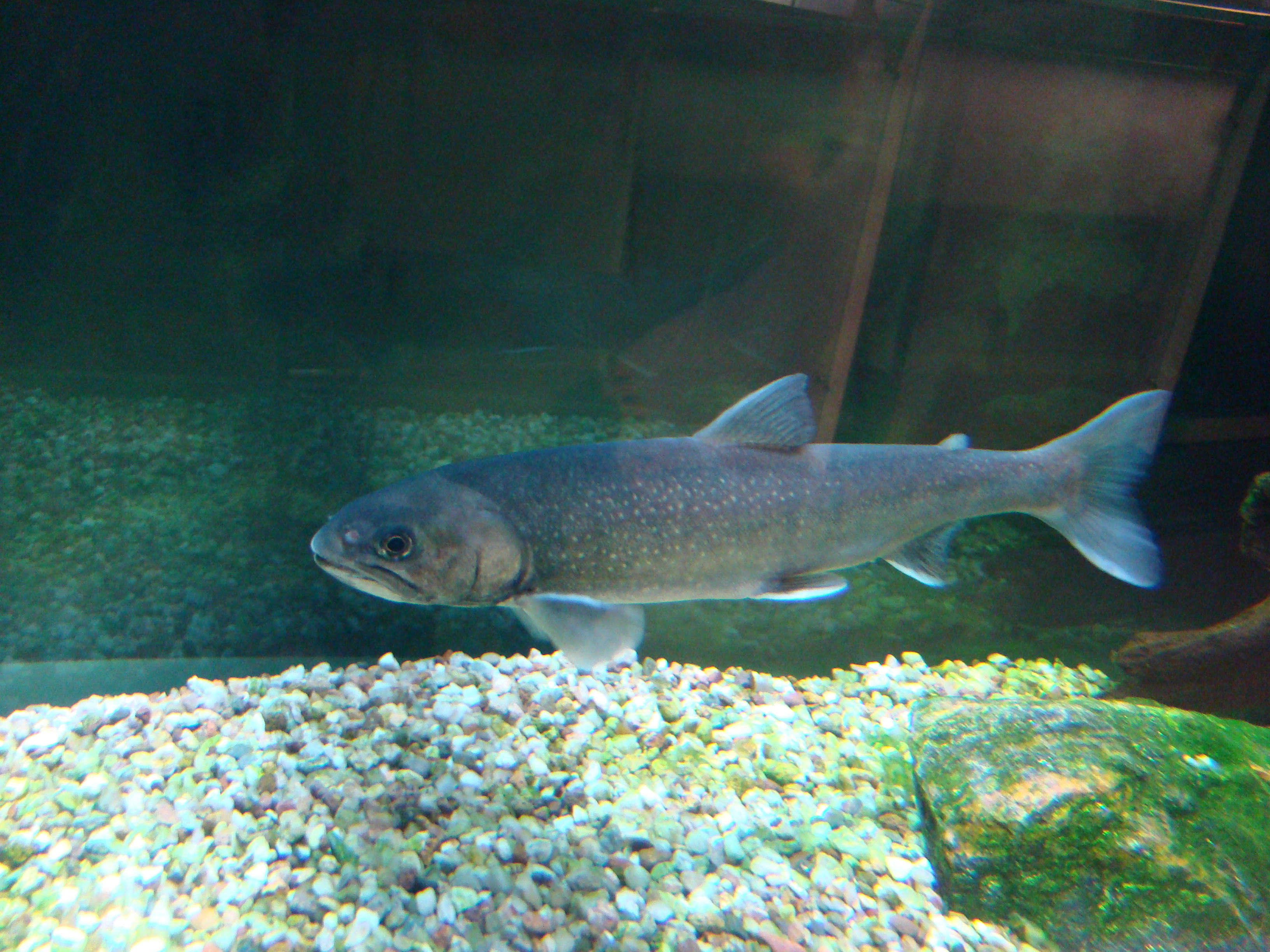
Trucha alpina (S. alpinus).

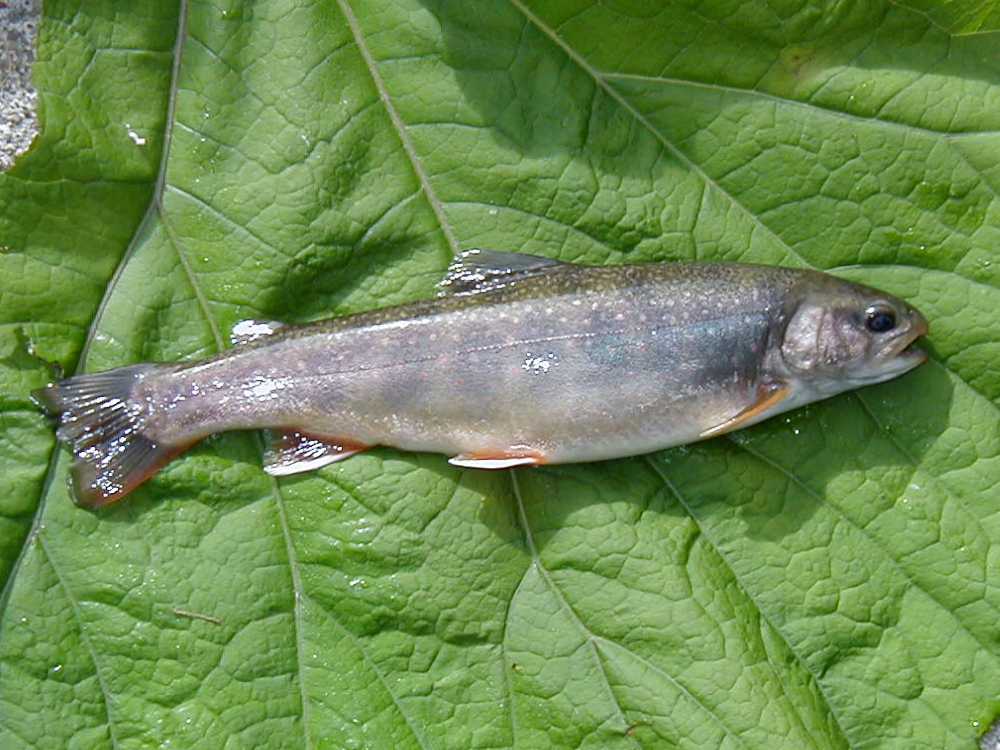
Salvelino del Pacífico norte (S. malma).

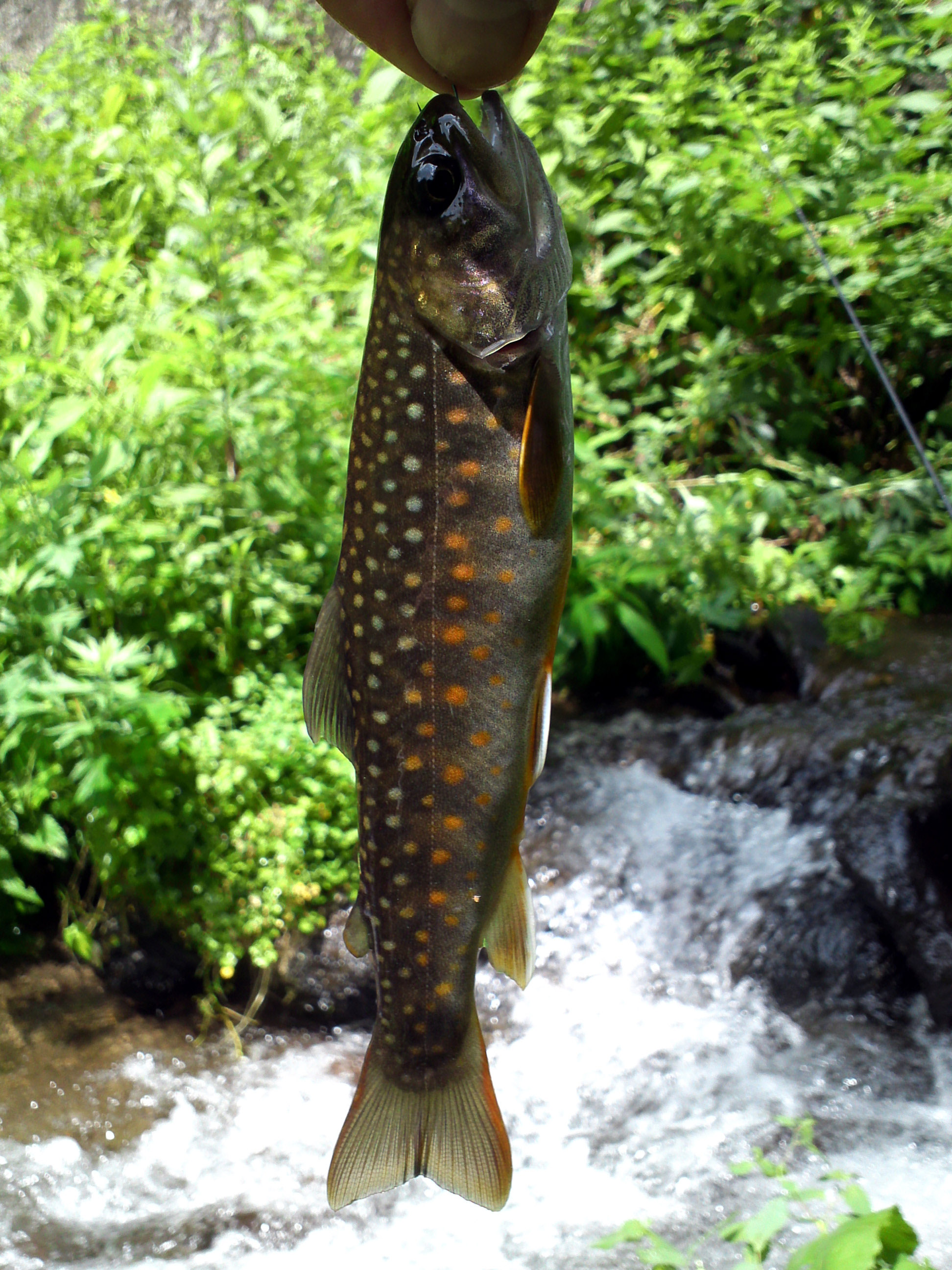
Salvelinus leucomaenis pluvius

El género Salvelinus son peces marinos y de agua dulce de la familia salmónidos, distribuidos por todo el hemisferio norte. Su nombre procede del latín salmo, que es como llamaban en la antigua Roma a estos peces.
La longitud máxima descrita se encuentra entre los 150 cm para S. namaycush y los apenas 15 cm de máximo para S. lonsdalii,
Algunas especies son empleadas en acuicultura, siendo también buscada la especie para pesca comercial y pesca deportiva.

## Especies
Existen las siguientes especies válidas en este género:
- † Salvelinus agassizii (Garman, 1885) (extinguida)
- Salvelinus albus Glubokovsky, 1977
- Salvelinus alpinus (Linnaeus, 1758);
  - Salvelinus alpinus alpinus (Linnaeus, 1758) - Trucha alpina o Salvelino.
  - Salvelinus alpinus erythrinus (Georgi, 1775)
- Salvelinus anaktuvukensis Morrow, 1973
- Salvelinus andriashevi Berg, 1948
- Salvelinus boganidae Berg, 1926
- Salvelinus colii (Günther, 1863)
- Salvelinus confluentus (Suckley, 1859)
- Salvelinus curilus (Pallas, 1814)
- Salvelinus czerskii Drjagin, 1932
- Salvelinus drjagini Logashev, 1940
- Salvelinus elgyticus Viktorovsky y Glubokovsky, 1981
- Salvelinus evasus Freyhof y Kottelat, 2005
- Salvelinus faroensis Joensen y Tåning, 1970
- Salvelinus fimbriatus Regan, 1908
- Salvelinus fontinalis (Mitchill, 1814) - Trucha de arroyo, Trucha salmonada (en Argentina) o Salvelino.
- Salvelinus gracillimus Regan, 1909
- Salvelinus grayi (Günther, 1862)
- Salvelinus gritzenkoi Vasil'eva y Stygar, 2000
- Salvelinus inframundus Regan, 1909
- Salvelinus jacuticus Borisov, 1935
- Salvelinus japonicus Oshima, 1961
- Salvelinus killinensis (Günther, 1866)
- Salvelinus krogiusae Glubokovsky, Frolov, Efremov, Ribnikova y Katugin, 1993
- Salvelinus kronocius Viktorovsky, 1978
- Salvelinus kuznetzovi Taranetz, 1933
- Salvelinus lepechini (Gmelin, 1789)
- Salvelinus leucomaenis (Pallas, 1814)
  - Salvelinus leucomaenis imbrius Jordan y McGregor, 1925
  - Salvelinus leucomaenis leucomaenis (Pallas, 1814)
  - Salvelinus leucomaenis pluvius (Hilgendorf, 1876)
- Salvelinus levanidovi Chereshnev, Skopets y Gudkov, 1989
- Salvelinus lonsdalii Regan, 1909
- Salvelinus mallochi Regan, 1909
- Salvelinus malma (Walbaum, 1792)
- Salvelinus maxillaris Regan, 1909
- Salvelinus murta (Saemundsson, 1908)
- Salvelinus namaycush (Walbaum, 1792) - Trucha lacustre o Trucha de lago.
- Salvelinus neiva Taranetz, 1933
- † Salvelinus neocomensis Freyhof y Kottelat, 2005 (extinguida)
- Salvelinus obtusus Regan, 1908
- Salvelinus perisii (Günther, 1865)
- † Salvelinus profundus (Schillinger, 1901) (extinguida)
- Salvelinus salvelinoinsularis (Lönnberg, 1900)
- Salvelinus schmidti Viktorovsky, 1978
- Salvelinus struanensis (Maitland, 1881)
- Salvelinus taimyricus Mikhin, 1949
- Salvelinus taranetzi Kaganowsky, 1955
- Salvelinus thingvallensis (Saemundsson, 1908)
- Salvelinus tolmachoffi Berg, 1926
- Salvelinus umbla (Linnaeus, 1758)
- Salvelinus vasiljevae Safronov & Zvezdov, 2005
- Salvelinus willoughbii (Günther, 1862)
- Salvelinus youngeri Friend, 1956